# Max Litchfield
Max Litchfield (ur. 4 marca 1995 w Pontefract) – brytyjski pływak specjalizujący się w stylu zmiennym, wicemistrz świata oraz mistrz Europy na krótkim basenie, wicemistrz Europy na basenie 50-metrowym.

## Kariera
Na mistrzostwach Europy w Berlinie w 2014 roku na dystansie 400 m stylem zmiennym zajął czwarte miejsce z czasem 4:14,97.
W sierpniu 2016 roku podczas igrzysk olimpijskich w Rio de Janeiro w tej samej konkurencji był czwarty, uzyskawszy wynik 4:11,62.
Cztery miesiące później, na mistrzostwach świata na krótkim basenie w Windsorze na 400 m stylem zmiennym zdobył srebrny medal i ustanowił nowy rekord swojego kraju (4:00,66).
W 2017 roku podczas mistrzostw świata w Budapeszcie w eliminacjach 200 m stylem zmiennym pobił rekord Wielkiej Brytanii (1:56,64), a w finale tej konkurencji uplasował się na czwartej pozycji (1:56,86). Na dystansie dwukrotnie dłuższym czasem 4:10,57 ustanowił w wyścigu eliminacyjnym nowy rekord swojego kraju i poprawił go jeszcze w finale, w którym zajął czwarte miejsce z wynikiem 4:09,62.